# Pierre Laval
Pierre Laval (Châteldon, 28 giugno 1883 – Fresnes, 15 ottobre 1945) è stato un politico francese.
Fu Presidente del Consiglio dei ministri della Repubblica francese per quattro volte: la prima volta dal 27 gennaio 1931 al 14 gennaio 1932, la seconda volta dal 14 gennaio al 20 febbraio 1932, la terza volta dal 7 giugno 1935 al 24 gennaio 1936 e la quarta volta dal 18 aprile 1942 al 20 agosto 1944.
Eletto persona dell'anno 1931 dalla rivista Time, dopo la fine della seconda guerra mondiale fu processato e condannato a morte per il suo ruolo di primo piano nella Repubblica di Vichy e per essere stato il principale responsabile della politica di collaborazionismo con la Germania nazista. La sentenza venne eseguita tramite fucilazione il 15 ottobre 1945.

## Biografia

### Carriera nella Terza Repubblica
Laval nacque a Châteldon, nel dipartimento del Puy-de-Dôme, nell'Alvernia. Conseguì una laurea in legge e fece pratica a Parigi a partire dal 1907. Militante socialista dal 1905, nel 1914 fu eletto deputato alla Assemblea nazionale nelle file della SFIO (Section Française de l'Internationale Ouvrière - il partito socialista francese) per il quale fu rieletto altre tre volte.
Laval fu riformato e non combatté nella prima guerra mondiale, ciò contribuì alla sua sconfitta nelle prime elezioni del dopoguerra, nel 1919, mentre nel 1923 fu eletto sindaco di Aubervilliers, cittadina a pochi chilometri da Parigi; avrebbe mantenuto questa carica fino al 1945. Nel 1923 il suo orientamento politico iniziò a virare verso destra; nelle elezioni legislative del 1924 si presentò come socialista indipendente e batté un candidato della SFIO, al quale Laval rimproverava un certo filo-bolscevismo. Nel frattempo, il suo ruolo nella politica nazionale assumeva sempre più rilevanza. Nel 1925 ebbe il suo primo incarico da ministro, al dicastero dei Trasporti, nel governo presieduto da Paul Painlevé. Nel 1926 fu ministro della Giustizia con Aristide Briand. Nel 1927 fu eletto senatore, conseguendo una rielezione nel 1936.
Laval fu una personalità chiave di molti dei governi dal 1930 al 1936. Fu presidente del consiglio dal 27 gennaio 1931 al 6 febbraio 1932. Nel 1931 la rivista statunitense Time lo nominò Uomo dell'anno. Il 6 febbraio 1934 organizzazioni di estrema destra provocarono gravi scontri a Parigi, che causarono la caduta del governo del secondo Cartello delle sinistre, uscito vincente dalle elezioni di due anni prima. Queste organizzazioni extra-parlamentari mantenevano contatti con alcuni uomini politici di destra, tra cui Laval e Philippe Pétain.

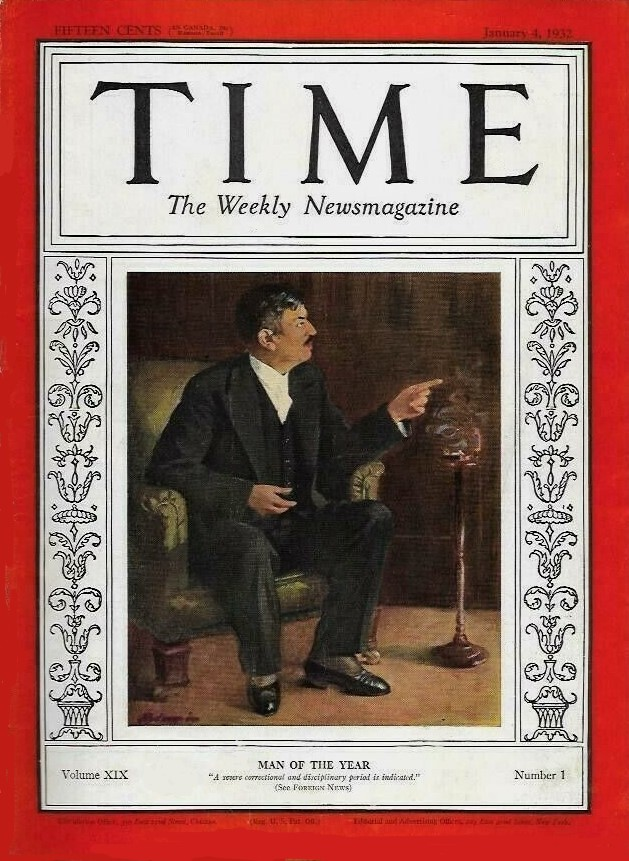
Copertina del Time del 1932

In seguito all'assassinio di Louis Barthou, Laval, allora ministro delle Colonie, prese il suo posto come ministro degli Affari Esteri nel governo di Pierre-Étienne Flandin, nell'ottobre 1934; mantenne la carica fino al 1936, opponendosi al "nemico ereditario" della Francia, la Germania. Cercò alleanze antitedesche con Mussolini e Stalin. Incontrò Mussolini a Roma il 4 gennaio 1935, concludendo un accordo che concesse all'Italia libertà di azione in Abissinia, in contraccambio di un impegno di aiuto in caso di aggressione tedesca alla Francia.
Nel giugno 1935 Laval tornò alla presidenza del consiglio. Nell'ottobre 1935 Laval e il ministro degli Esteri del Regno Unito, Samuel Hoare, proposero una soluzione di "realpolitik" alla crisi abissina, tuttavia in dicembre trapelarono i dettagli del patto Hoare-Laval, che fu contestato da più parti come troppo tenero verso Mussolini. Laval fu costretto alle dimissioni il 22 gennaio 1936 e, perso ogni incarico di governo, iniziò a dedicarsi all'attività imprenditoriale nel campo della stampa, i giornali e la radio; i suoi mezzi di informazione avevano come principale bersaglio i "social-comunisti" del Fronte Popolare, che vinse le elezioni del 1936.

### Nella Francia di Vichy

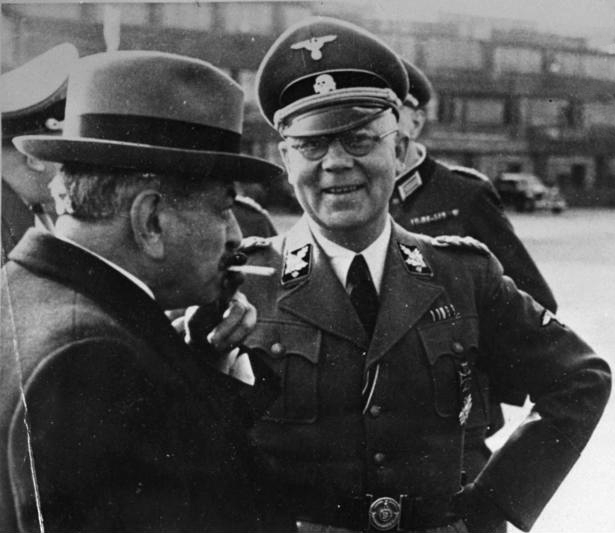
Laval fuma una sigaretta vicino a Carl Oberg, capo della Polizia e delle SS nella Francia occupata.

Dopo la disfatta della Francia contro la Germania nel giugno 1940, i giornali e le radio di Laval si schierarono per le dimissioni del governo di Reynaud e quindi appoggiarono il nuovo regime di Vichy di Philippe Pétain, collaborazionista con il Terzo Reich, mentre la Francia del nord e della costa atlantica fu occupata direttamente dai nazisti (Amministrazione militare tedesca della Francia).
Il 10 luglio l'Assemblea Nazionale votò sul conferimento dei pieni poteri a Pétain. 357 deputati e 212 senatori votarono a favore di Pétain (tra cui Laval), 57 deputati e 23 senatori votarono contro. In totale si ottennero quindi 569 voti a favore dei pieni poteri a Pétain e 80 contro, con 30 astensioni. Dopo il voto favorevole a Pétain, Laval si alzò e disse "In nome del Maresciallo, Vi ringrazio per la Francia".
Il 12 luglio 1940 Laval divenne vice-presidente del Consiglio del nuovo Stato francese, di fatto primo ministro. Da luglio a dicembre 1940 Laval condusse una politica di attiva collaborazione con la Germania nazista. Nominò Fernand de Brinon, un nazista, a capo della delegazione che avrebbe trattato la resa con i tedeschi. Incontrò Adolf Hitler a Montoire il 22 ottobre 1940 e propose un'alleanza tra i due Paesi, che precedentemente aveva osteggiato.
Due giorni dopo organizzò un incontro tra Pétain e Hitler a Montoire, in cui l'alleanza fu rinsaldata. Laval fece inoltre consegnare alla Germania l'oro che la banca centrale del Belgio aveva affidato alla Francia. Cedette anche le quote di proprietà francese nelle miniere di Bor in Jugoslavia, le più grandi in Europa per il rame, metallo strategico. Nel novembre 1940, incontrando Hermann Göring, Laval propose un'alleanza militare con la Germania. Preparò dei piani per una riconquista comune del Ciad, il cui governatore, Félix Eboué, si era schierato dalla parte di de Gaulle e della Francia Libera. Alcuni ministri del suo governo lo trovavano troppo estremista, mentre Pétain era preoccupato per la sua impopolarità e la sua ambizione. Laval, di formazione repubblicana, inoltre si opponeva ad un culto della personalità eccessivo di Pétain, e all'uso della denominazione Stato Francese.
Il 13 dicembre 1940 Pétain sostituì Laval con Pierre-Étienne Flandin prima e François Darlan poi. Laval fu anche tenuto agli arresti per breve tempo, ma Otto Abetz, l'ambasciatore del Reich in Francia, lo fece presto liberare e trasferire a Parigi, occupata direttamente dai tedeschi, dove visse sotto protezione nazista e continuò la sua attività politica. Il 27 agosto 1941 Laval rimase ferito in un tentativo di assassinio, operato da Paul Collette, ex militante della Croix-de-Feu, una lega di ex combattenti considerata di estrema destra. L'attentato avvenne durante la rivista della Légion des Volontaires Français (LVF). La LVF era una milizia nazista che in seguito divenne la Divisione SS Charlemagne.
Tra i presenti al passaggio in rivista vi erano Eugène Deloncle, il capo della LVF e già capo del gruppo terrorista Cagoule, Marcel Déat, fondatore del movimento collaborazionista Rassemblement National Populaire (RNP), Fernand de Brinon, generale delegato del regime di Vichy nei territori occupati, Marc Chevallier, prefetto della Seine-et-Oise, e il ministro plenipotenziario tedesco Schleier. Laval si riprese rapidamente dalle ferite. Laval fu richiamato al governo a Vichy il 18 aprile 1942, stavolta con il titolo di Capo del Governo, succedendo a Darlan come seconda carica dello Stato, dopo Pétain. Si deve a Laval una svolta in direzione di più stretta collaborazione del regime di Vichy con la Germania nazista, e quindi un abbandono delle ideologie più reazionarie, clericali e conservatrici maggioritarie nella Révolution nationale rispetto al socialismo nazionale, in favore di una tendenza fascista e nazionalsocialista più marcata, meno antitedesca e attivamente antisemita.

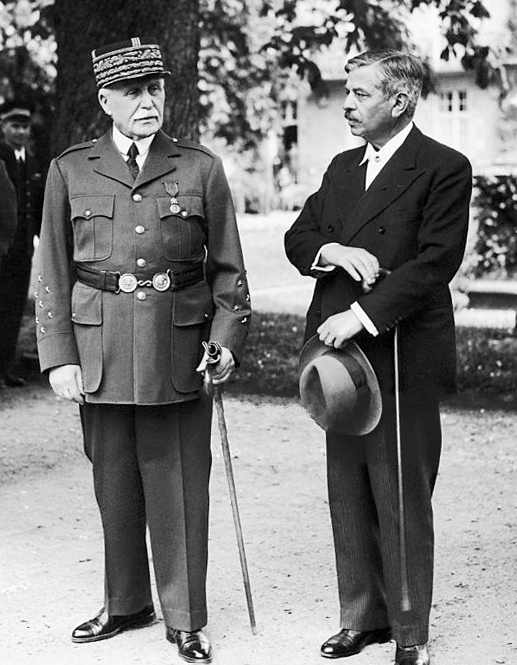
Pétain e Laval nel 1942

Il 22 giugno 1942 Laval pronunciò alla radio un discorso rimasto celebre per la frase: "Mi auguro la vittoria della Germania, perché altrimenti il bolscevismo si installerebbe ovunque". L'effetto sull'opinione pubblica fu disastroso e gli stessi ministri del governo rimasero disorientati. Il discorso era stato preventivamente sottoposto a Pétain, che aveva consigliato di sostituire l'originale "Io credo nella vittoria della Germania" con un augurio, perché secondo lui un civile doveva astenersi da fare previsioni militari. Laval era in realtà convinto che il probabile risultato della guerra non sarebbe stata la vittoria né la sconfitta tedesca, ma una pace senza vincitori né vinti e sperava quindi, come diversi gerarchi tedeschi e fascisti di altri paesi, di essere accettato come credibile intermediario fra l'Asse e gli Alleati occidentali in funzione anticomunista, "riconciliando le due parti contro il pericolo della rivoluzione comunista e dell'egemonia sovietica".
Nel luglio 1942 fu uno dei responsabili del rastrellamento del Velodromo d'Inverno ai danni di più di 13.000 ebrei civili ebrei, di cui solo 1000 tornarono da Auschwitz, approvandolo e richiedendo fossero deportate intere famiglie: fu la prima la retata in cui furono coinvolti minori di 16 anni (quindi non richiesti come lavoratori dai nazisti, dato che questi ebrei non erano destinati allo sterminio immediato ma ai lavori forzati). Si disse che rappresentanti di Adolf Eichmann a Parigi avevano richiesto la deportazione dei bambini per raggiungere l'obiettivo di 22.000 ebrei apolidi arrestati in seguito alle trattative con le autorità di Vichy; in realtà Eichmann stesso approvò il rastrellamento solo a cose fatte. Sebbene la polizia di Parigi sia stata ritenuta responsabile del rastrellamento dei bambini (agli ordini dell'autorità occupante secondo la Convenzione di Ginevra sul diritto di guerra), l'ordine proveniva in realtà dal capo del governo di Vichy Pierre Laval, che invocò una misura "umanitaria" volta a non separare le famiglie. Questa ambigua richiesta costò la vita a più di 4100 bambini e adolescenti ebrei. Laval disse che i bambini ebrei non andavano separati dai loro genitori deportati (la cui sorte "non gli interessava"), in seguito chiese però che rimanessero in Francia, ma al contempo rifiutò proposte di adozione di famiglie francesi, come gli aveva proposto il pastore protestante Marc Boegner. In un rapporto di Theodor Dannecker a Eichmann, Laval fa questa richiesta solo per i bambini ebrei nella zona libera, ma per quelli nella zona occupata "la questione non lo interessa".. Alla fine i bambini rastrellati furono tutti deportati dalle SS.
In seguito avviò invece trattative con gli Stati Uniti a partire dal 26 agosto 1942, attraverso i Quaccheri, per alcune migliaia di bambini (tra 5.000 e 8.000 tra Vichy e zona occupata) i cui genitori sono già finiti nei campi, e che necessitavano di essere esfiltrati e allontanati dalla Francia. Dopo l'esautorazione di Vichy, il piano di salvataggio fallì definitivamente a novembre con l'arrivo dei tedeschi a Marsiglia. Lo storico Michael R. Marrus ha osservato che, sebbene questo piano avesse l'assenso di Laval, Vichy aveva anche informato Berlino e la capitale tedesca aveva chiesto assicurazione a Laval che un gesto umanitario non sarebbe stato strumentalizzato dalla stampa americana contro Francia e Germania.
Nel settembre 1942 autorizzò la Gestapo a dare la caccia ai resistenti francesi nella "Zona libera" (mission Desloges).
Quando i tedeschi invasero la Zona Sud l'11 novembre, Laval non si dimise e rimase al potere, insieme a Pétain. Tentò in extremis di evitare l'autoaffondamento della flotta francese a Tolone, rischiando di farla cadere nelle mani di Hitler. Si attribuisce soprattutto a Laval l'aumento delle attività anti-ebraiche e la decisione di mandare lavoratori francesi in Germania attraverso la relève. Per contrastare la Resistenza francese istituì la Milice française, nel gennaio 1943. A capo di questa organizzazione, che arrivò a contare 35 000 uomini, vi era Joseph Darnand. Sempre nel 1943, fece consegnare ai tedeschi come ostaggi Léon Blum, Paul Reynaud ed Édouard Daladier.
Con il tempo catalizzò su di sé la maggioranza dell'odio dei resistenti e di molti francesi, molto più di Pétain. 
Quando gli Alleati occuparono la Francia, Laval fu condotto dai tedeschi prima a Belfort e quindi, nell'agosto 1944, a Sigmaringen, in Germania, dove Pétain costituì una sorta di governo in esilio. Dopo la resa della Germania, nel maggio 1945 Laval riuscì a fuggire nella Spagna franchista, ma fu fermato a Barcellona, mentre era in procinto di partire per il Portogallo con l'intenzione di raggiungere poi l'Irlanda dove avrebbe chiesto asilo politico, o in alternativa la zona occupata americana in Austria per rifugiarsi in Liechtenstein; venne invece arrestato dalla polizia spagnola e il 30 luglio fu consegnato a membri di Francia libera e al governo provvisorio della Francia liberata, presieduto da de Gaulle. La moglie fu liberata poco dopo, mentre lui fu incarcerato nella prigione di Fresnes e messo sotto processo.

### Processo ed esecuzione

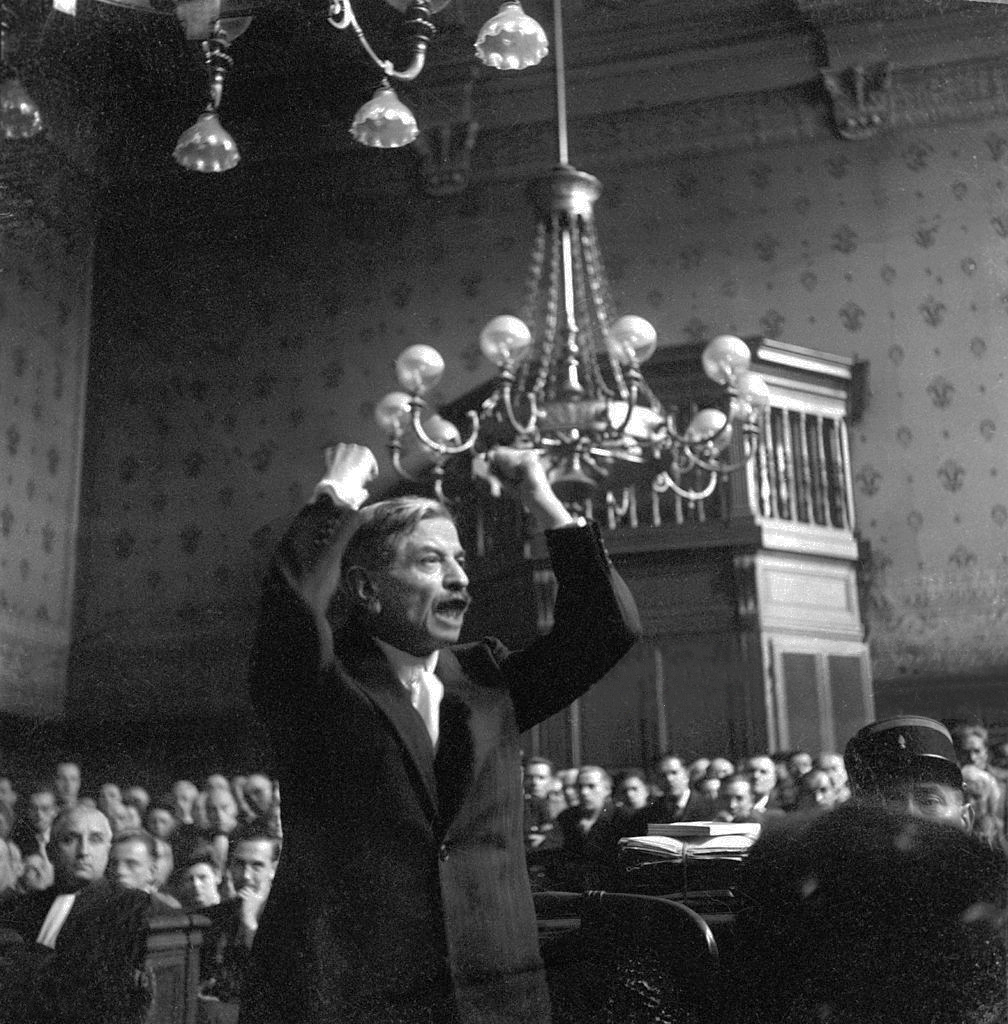
Laval durante il suo processo

Accusato di tradimento e di attentato alla sicurezza dello Stato, il suo processo si svolse in modo burrascoso, a causa dell'odio che Laval aveva attirato su di sé durante il suo governo e a causa dell'atteggiamento provocatorio da lui tenuto all'inizio del processo, che si concluse con Laval impossibilitato a parlare; secondo lo storico Robert Paxton, a differenza di altri processi a collaborazionisti (Pétain, Brasillach, Maurras...), quello a Laval fu un regolamento di conti in un clima avvelenato e di "purga" generale; la sua difesa - composta da tre legali (tra cui l'avvocato antifascista Albert Naud, oppositore della pena di morte e difensore di altri collaborazionisti tra cui Henri Béraud e Louis-Ferdinand Céline) che non ebbero il tempo di parlare con lui prima del processo - rinunciò per protesta all'ultima arringa, ma il verdetto era prevedibile fin dall'inizio: Laval fu condannato a morte il 9 ottobre 1945. Non gli fu concesso appello ed egli rifiutò, a differenza del maresciallo Pétain, di inoltrare domanda di grazia a de Gaulle.

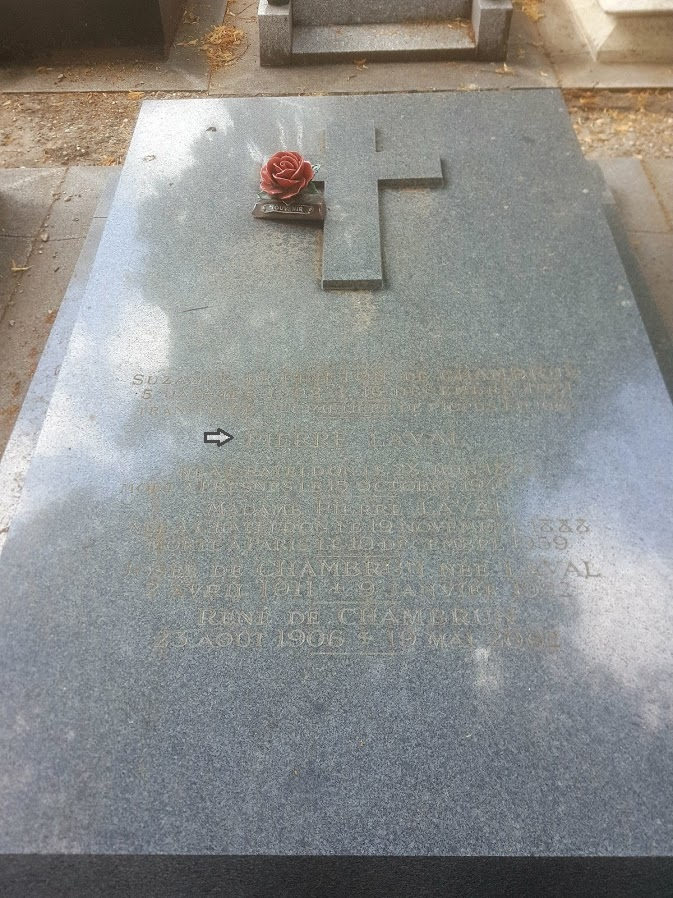
Tomba della famiglia Chambrun-Laval a Montparnasse

La mattina del 15 ottobre 1945, il giorno stesso dell'esecuzione, tentò di suicidarsi con il cianuro ma non vi riuscì, perché il veleno era contenuto in una vecchia fiala e risultò depotenziato. Qualche ora più tardi, dopo una lavanda gastrica, fu portato in buone condizioni davanti al plotone d'esecuzione e fucilato. Chiese che i suoi avvocati lo accompagnassero e assistessero alla fucilazione, e morì gridando "viva la Francia". Sua figlia riuscì ad avere il diario di memorie scritto in carcere, pubblicandolo in seguito.
È sepolto nel cimitero di Montparnasse, a Parigi, nella tomba di famiglia del genero, il conte di Chambrun.